# Шяуляйская операция
Шауляйская операция — фронтовая операция войск 1-го Прибалтийского фронта в период с 5 по 31 июля 1944 года; часть второго этапа стратегической Белорусской наступательной операции.

## Ход операции
После освобождения Полоцка, 1-й Прибалтийский фронт И. Х. Баграмяна получил задачу на наступление в направлении на северо-запад, к Даугавпилсу и на запад, к Каунасу и Швянчёнису, заняв выгодное охватывающее положение по отношению к группе армий «Север». Общий план состоял в прорыве к Балтике и отсечении группы армий «Север» от прочих сил вермахта. Чтобы войска фронта не растягивались по разным операционным линиям, 4-я ударная армия была передана 2-му Белорусскому фронту. Взамен, от 3-го Белорусского фронта была получена 39-я армия. Фронту также были переданы резервы: в его состав вошли 51-я армия генерал-лейтенанта Я. Г. Крейзера и 2-я гвардейская армия генерал-лейтенанта П. Г. Чанчибадзе. Эти перестановки вызвали небольшую паузу, поскольку на 4 июля только две из армий фронта имели перед собой противника. Резервные армии совершали марш к фронту, 39-я также находилась на марше после разгрома Витебского «котла». Поэтому до 15 июля сражение шло без участия армий Я. Г. Крейзера и П. Г. Чанчибадзе.
Ожидая наступления на Даугавпилс, противник перебросил в этот район часть сил группы армий «Север». Советская сторона оценивала силы противника под Даугавпилсом в пять свежих дивизий, а также — бригаду штурмовых орудий, охранные, саперные и штрафные части. Таким образом, превосходства в силах над противником советские войска не имели. Кроме того, перебои со снабжением горючим вынудили советскую авиацию сильно снизить активность. Из-за этого наступление, начавшееся 5 июля, к 7-му числу забуксовало. Перенесение направления удара помогло лишь несколько продвинуться вперед, но не создать прорыв. 18 июля операция на даугавпилсском направлении была приостановлена. По утверждению И. Х. Баграмяна, он был готов к такому развитию событий:

Для меня, в общем-то, не было неожиданным медленное продвижение армии Чистякова. То, чего я опасался, началось: враг пытался организовать удар во фланг главным силам нашего фронта, а для этого начал вводить новые войска в районе Даугавпилса, откуда так удобно идти на соединение с войсками группы армий «Центр».

Продвижение на Швянчёнис шло значительно проще, поскольку на этом направлении противник не вбросил таких значительных резервов, а советская группировка, напротив, была более мощной, чем против Даугавпилса. Наступая, 1-й танковый корпус перерезал железную дорогу Вильнюс — Даугавпилс. К 14 июля левый фланг продвинулся на 140 км, оставляя южнее Вильнюс и двигаясь на Каунас.
Локальная неудача не повлияла на общий ход операции. 6-я гвардейская армия снова перешла в наступление 23 июля, и хотя её продвижение было медленным и трудным, 27 июля Даугавпилс был очищен во взаимодействии с войсками наступавшего правее 2-го Прибалтийского фронта. После 20 июля начал сказываться ввод свежих сил: 51-я армия достигла линии фронта и сразу же освободила Паневежис, после чего продолжила движение к Шяуляй. 26 июля в её полосе был введен в бой 3-й гвардейский механизированный корпус, который вышел к Шяуляю в тот же день. Сопротивление противника было слабым, с немецкой стороны действовали в основном отдельные оперативные группы, поэтому Шяуляй был взят уже 27 июля.
Противник вполне ясно понимал намерение Ставки Верховного Главнокомандования отрезать группу «Север». Й. Фриснер, командующий группой армий, ещё 15 июля обратил внимание А. Гитлера на этот факт, утверждая, что если группа армий не сократит фронт и не будет отведена, её ждет изоляция и, возможно, разгром. Однако времени на отвод группы из намечающегося «мешка» уже не было, а 23 июля Г. Фриснер был снят с должности и отправлен на юг, в Румынию.
Общая цель 1-го Прибалтийского фронта состояла в выходе к морю, поэтому 3-й гвардейский механизированный корпус как подвижная группа фронта был повернут практически под прямым углом с запада на север. И. Х. Баграмян оформил этот поворот приказом следующего содержания:

Благодарю за Шяуляй. Прекратить бой в районе Шяуляй. Быстро сосредоточиться м. Мешкучай и ударом на север вдоль шоссе к исходу 27.7.1944 г. главными силами овладеть Йонишкис, а сильными передовыми отрядами — Бауска, Елгава.

К 30 июля удалось отделить две группы армий друг от друга: авангарды 3-го гвардейского мехкорпуса перерезали последнюю железную дорогу между Восточной Пруссией и Прибалтикой в районе Тукумса. 31 июля после довольно напряженного штурма пала Елгава. Таким образом, фронт вышел к Балтийскому морю. Возникла, по выражению Гитлера, «брешь в вермахте». На этом этапе основной задачей фронта И. Х. Баграмяна стало удержание достигнутого, поскольку операция на большую глубину привела бы к растяжению коммуникаций, а противник деятельно старался восстановить сухопутное сообщение между группами армий.
Первым из немецких контрударов стала атака под городом Биржай. Этот городок находился на стыке между прорвавшейся к морю 51-й армией и идущей за ней справа уступом 43-й армией. Идея немецкого командования состояла в том, чтобы через позиции прикрывающей фланг 43-й армии выйти в тылы бегущей к морю 51-й армии. Противник использовал достаточно крупную группировку из состава группы армий «Север». По советским данным, в сражении участвовали пять пехотных дивизий (58-я, 61-я, 81-я, 215-я и 290-я), моторизованная дивизия «Нордланд», 393-я бригада штурмовых орудий и другие части. 1 августа перейдя в наступление, эта группа сумела окружить 357-ю стрелковую дивизию 43-й армии. Дивизия была достаточно малочисленной (4 тысячи человек) и находилась в тяжёлом положении. Однако локальный «котёл» не подвергался серьёзному нажиму, видимо, из-за недостатка сил у противника. Первые попытки деблокировать окружённую часть не удались, но с дивизией сохранялась связь, она имела снабжение по воздуху. Ситуацию переломили вброшенные И. Х. Баграмяном резервы. В ночь на 7 августа 19-й танковый корпус и окружённая дивизия, бившая изнутри «котла», соединились. Биржай также был удержан. Потери были умеренными - из 3908 человек, попавших в окружение, вышли 3230 человек в строю и около 400 раненых.
Однако контрудары немецких войск продолжались (см. Операция Doppelkopf). 16 августа начались атаки в районе Расейняй и западнее Шяуляя. Немецкая 3-я танковая армия пыталась отбросить Красную Армию от Балтийского моря и восстановить связь с группой армий «Север». Подразделения 2-й гвардейской армии были оттеснены, как и части соседней, 51-й армии. К 18 августа перед 2-й гвардейской армией были установлены 7-я, 5-я, 14-я танковые дивизии и танковая дивизия «Великая Германия» (в документе ошибочно — «дивизия СС»). Положение под Шяуляй было стабилизировано вводом в бой 5-й гвардейской танковой армии. Однако 20 августа началось наступление с запада и востока на Тукумс. Тукумс был потерян, и на короткий срок немцы восстановили сухопутное сообщение между группами армий «Центр» и «Север». Атаки немецкой 3-й танковой армии в районе Шяуляй не удались. В конце августа наступил перерыв в сражениях. 1-й Прибалтийский фронт завершил свою часть операции «Багратион».
В результате Шяуляйской операции войска 1-го Прибалтийского фронта продвинулись на глубину от 100 до 400 км, нанесли поражение противнику на шяуляйском направлении и освободили значительную часть территории Латвии и Литвы. Отрезав группу армий «Север» от Восточной Пруссии, войска фронта вынудили противника перебросить крупные силы для восстановления своих коммуникаций, что способствовало успешному завершению Белорусской операции. Десяти наиболее отличившимся в ходе операции частям и соединениям были присвоены почётные наименования Шавлинских.